# Harald Eriksson (skidåkare)
Harald Eriksson, född 22 september 1921 i Örträsk i Västerbottens län, död 20 maj 2015 i Umeå, var en svensk längdskidåkare.
Han tog olympiskt silver på 50 km under Vinter-OS 1948 i Sankt Moritz. Han vann 50 kilometer i Holmenkollen samma år. År 1948 vann han även 18 km i Svenska Skidspelen. Eriksson vann två individuella SM, 30 km 1945 och 50 km 1947. Han tävlade för IFK Umeå och var känd under smeknamnet "Sme-Harald" efter att en tid ha arbetat i en smidesverkstad.